# منزل العائلة المسمومة (فلم)
منزل العائلة المسمومة، فيلم سينمائي مصري صدر في 8 سبتمبر 1986، وقد شارك في بطولته كل من فريد شوقي، نادية لطفي، سمير صبري، يسرا. وهو من إخراج محمد عبد العزيز.
تدور أحداث الفيلم حول (سناء) التي تعاني من علاقات زوجها (شاكر) النسائية، ودخول (هاشم) في حياتها واستغلال هذا الأمر لصالحه، وسط طمع زوج شقيقتها (عرفان).

## المشاركين
- فريد شوقي ... بدور عرفان.
- نادية لطفي ... بدور سناء.
- سمير صبري ... بدور هاشم.
- يسرا ... بدور هدى.
- تحية كاريوكا ... بدور نعناعة.
- وحيد سيف ... بدور مدبولي.
- هياتم ... بدور وردة.
- عبد الله إسماعيل ... بدور تيفه.
- فكري أباظة ... بدور طارق.
- صلاح نظمي ... بدور إدوار.
- محمد خيري ... بدور شاكر.
- سيف عبد الرحمن ... بدور حسام.
- سيد صادق ... بدور سليمان.
- علية عبد المنعم ... بدور عيشة.
- كريم عبد العزيز...كريم